# Neskončni dan
Neskončni dan (v izvirniku angleško Groundhog day, dobesedno Svižčev dan) je ameriška filmska komedija režiserja Harolda Ramisa iz leta 1993. Scenarij za film sta napisala Ramis in Danny Rubin, v glavnih vlogah pa sta zaigrala Bill Murray in Andie MacDowell.

## Zgodba
Egocentrični in cinični vremenski napovedovalec Phil Connors (Bill Murray) dobi od vodstva postaje po njegovem mnenju ponižujočo nalogo posneti reportažo o svižčevem dnevu, tradicionalnem festivalu v mestecu Punxsutawney, katerega glavna atrakcija je svizec Punxsutawney Phil, ki na ta dan napove, kako dolga bo še zima. Tja se odpravi z novopečeno producentko Rito (Andie MacDowell) in kamermanom Larryjem (Chris Elliot). Vidno vzvišen nad nalogo, svojo ekipo in dogodkom naveličano opravi z reportažo. Ekipa se odpravi nazaj proti Pittsburghu, vendar jih ujame snežni vihar, zaradi katerega so zaprte vse ceste, in vsi skupaj morajo ostati v Punxsutawneyju še en dan.
Ko se Phil naslednje jutro zbudi, ugotovi, da ponovno doživlja isti dan - 2. februar. Vse se zgodi točno enako kot dan pred tem, nihče razen Phila pa se ne zaveda časovne zanke. Na začetku je zmeden, ko pa se dan za dnem dogaja isto, se odloči izkoristiti situacijo, v kateri mu ni treba nositi posledic svojih dejanj. Tako vohuni za meščani, zapeljuje ženske, krade denar in vozi pijan. Dan za dnem spodletijo le njegovi poskusi da bi se približal Riti.
Sčasoma postanejo njegovi poskusi prekiniti časovno zanko obupani: prične sestavljati žaljiva in absurdna poročila o festivalu, zmerja meščane in nazadnje ugrabi svizca ter oddrvi z avtomobilom. Po dolgi dirki s policisti zapelje v kamnolom, kjer se v nesreči navidez oba ubijeta. Vseeno se drugo jutro zbudi kot se ne bi nič zgodilo. Tudi nadaljnji poskusi samomora so neuspešni - dan za dnem se zbuja v drugi februar.
Nekega dne razloži situacijo Riti, ki mu predlaga, naj izkoristi pojav da bo postal boljši človek. Phil upošteva nasvet in si začne prizadevati da bi izvedel več o njej. Hkrati s svojim - zdaj že precejšnjim - znanjem vsak dan pomaga čim več ljudem v mestu in okrog njega. Počasi se nauči igrati klavir, govoriti francosko in ustvarjati ledene skulpture.
Na koncu se lahko spoprijatelji z vsakim, ki ga sreča tekom dneva, reši nekaj življenj in uporabi svoje izkušnje da se zbliža z Rito. Njegova reportaža o svižčevem dnevu je tako dodelana, da jo prenašajo tudi druge televizijske postaje. Po večernem plesu se z Rito umakneta v njegovo sobo. Ko se zjutraj zbudi, je časovna zanka prekinjena. Datum je 3. februar in Rita je še vedno z njim. Phil je povsem drugačen človek kot 1. februarja in ko stopita ven, se pogovarjata o tem da bi skupaj živela v Punxsutawneyju.

## Produkcija
Sodeč po Ramisovih komentarjih na filmskem DVD-ju se končna različica filma precej razlikuje od izvirne zgodbe; ta se začne, ko je Phil že v časovni zanki in traja mnogo dlje časa, Rita pa vse skupaj doživlja z njim. Ramis je v sporočilu oboževalcem ocenil, da traja časovna zanka v filmu nekaj desetletij, kolikor naj bi bilo približno potrebno da bi se Phil naučil vseh prikazanih spretnosti.
Večina filma je posneta v kraju Woodstock (Illinois) namesto v Punxsutawneyju. Nekaj zračnih posnetkov prikazuje tudi Pittsburgh. Okrepčevalnica Tip Top Cafe je bila postavljena v Woodstocku izključno za snemanje, a je zaradi priljubljenosti ostala kasneje nekaj časa odprta kot pravi lokal.
Med snemanjem sta se Murray in Ramis kljub dolgotrajnemu sodelovanju resneje sprla, tako na osebni ravni kot tudi zaradi filma. Konflikta nista razrešila še vsaj nadaljnjih 10 let.

## Odziv
Neskončni dan je bil finančno razmeroma uspešen, a ni dosegel statusa filmskega hita. Predvajanje v kinematografih je prineslo skoraj 71 milijonov dolarjev prihodkov, s čimer se je uvrstil na 13. mesto finančno najuspešnejših ameriških filmov leta. Fraza »svižčev dan« je v angleško govorečem svetu kmalu prešla v splošno uporabo kot oznaka za neprijetno situacijo, ki se navidez ponavlja iz dneva v dan. Posebej je sporočilo filma vzbudilo pozornost pri budistih, saj je podobno motivom reinkarnacije in osebnostne rasti kot jih opisuje koncept samsare.